# Vrtlarstvo
Vrtlarstvo je praksa uzgajanja biljaka. Vrtlarstvo je dio hortikulture. U vrtovima uzgaja se ukrasno bilje zbog njegovoga cvijeća, listova ili sveukupnoga izgleda. Korisne biljke, kao što su voće, povrće i ljekovito bilje, koriste se za prehranu, proizvodnju bojila, medicinske i kozmetičke svrhe. Mnogi ljudi smatraju vrtlarstvo opuštajućom aktivnošću.

## Povijest

### Antičko doba
Šumsko vrtlarstvo, sustav proizvodnje hrane temeljen na šumi, najstariji je oblik vrtlarstva na svijetu. 
Nakon pojave prvih civilizacija, bogati pojedinci počeli su stvarati vrtove u estetske svrhe. Staroegipatske grobne slike iz Novog kraljevstva (oko 1500. pr. Kr.) pružaju neke od najranijih fizičkih dokaza ukrasne hortikulture i krajobraznog dizajna; prikazuju jezerca lotosa okružena simetričnim redovima akacija i palmi. Značajan primjer drevnih ukrasnih vrtova bili su babilonski viseći vrtovi — jedno od sedam čuda antičkog svijeta — dok je stari Rim imao desetke vrtova.
Bogatiji stari Egipćani koristili su vrtove za dobivanje hlada. Egipćani su drveće i vrtove povezivali s bogovima, vjerujući da su njihova božanstva zadovoljna vrtovima. Vrtovi u starom Egiptu često su bili okruženi zidovima s drvećem posađenim u redovima. Među najpopularnijim zasađenim vrstama bile su palme datulje, platane, smokve, orašasti plodovi i vrbe. Ti su vrtovi bili znak višeg socioekonomskog statusa. Osim toga, bogati stari Egipćani uzgajali su vinograde, jer je vino bilo znak viših društvenih klasa. Ruže, makovi, tratinčice i irisi također su se mogli naći u vrtovima Egipćana.
Asirija je bila poznata po svojim prekrasnim vrtovima. Obično su bili široki i veliki, neki od njih korišteni su za lov na divljač - više poput rezervata divljači danas - a drugi kao vrtovi za slobodno vrijeme. Čempresi i palme bile su jedne od najčešće sađenih vrsta drveća.
Vrtovi su također bili dostupni u Kushu. U Musawwarat es-Sufri, Veliko ograđeno mjesto iz 3. stoljeća prije Krista uključivalo je prekrasne vrtove. 
Drevni rimski vrtovi bili su uređeni živicom i vinovom lozom i sadržavali su širok izbor cvijeća - akantusa, različka, šafrana, ciklame, zumbula, perunike, bršljana, lavande, ljiljana, mirte, narcisa, maka, ružmarina i ljubičica - kao kao i kipovi i skulpture. Cvjetne gredice bile su popularne u dvorištima bogatih Rimljana.

### Srednji vijek
Srednji vijek predstavlja razdoblje opadanja oblikovanja vrtova u estetske svrhe. Nakon pada Rima počelo se baviti vrtlarstvom u svrhu uzgoja ljekovitog bilja i/ili ukrašavanja crkvenih oltara. Samostani su nastavili tradiciju dizajna vrtova i intenzivnih hortikulturnih tehnika tijekom srednjovjekovnog razdoblja u Europi. Općenito, tipovi samostanskih vrtova sastojali su se od kuhinjskih vrtova, ambulantnih vrtova, grobljanskih voćnjaka, klaustarskih vrtova i vinograda. Pojedini samostani također su mogli imati "zeleno dvorište", parcelu s travom i drvećem na kojoj su konji mogli pasti, kao i podrumski vrt ili privatne vrtove za poslušnike, redovnike koji su vršili određene dužnosti unutar samostana.
Islamski vrtovi građeni su po uzoru na perzijske vrtove i obično su bili ograđeni zidovima i podijeljeni na četiri vodenim tokovima. Obično bi središte vrta imalo reflektirajući bazen ili paviljon. Specifični za islamske vrtove su mozaici i glazirane pločice koje su se koristile za ukrašavanje vrtova i fontana koje su građene u ovim vrtovima.
Do kraja 13. stoljeća bogati Europljani počeli su uzgajati vrtove za slobodno vrijeme te za ljekovito bilje i povrće. Okružili su vrtove zidovima kako bi ih zaštitili od životinja i osigurali osamu. Tijekom sljedeća dva stoljeća, Europljani su počeli saditi travnjake i podizati cvjetne gredice i rešetke od ruža. Voćke su bile uobičajene u tim vrtovima, au nekima je bilo i travnjaka. Istodobno, vrtovi u samostanima bili su mjesto za uzgoj cvijeća i ljekovitog bilja, ali i prostor gdje su redovnici mogli uživati u prirodi i opuštati se.
Vrtovi u 16. i 17. stoljeću bili su simetrični, proporcionalni i uravnoteženi s klasičnijim izgledom. Većina tih vrtova izgrađena je oko središnje osi i živicom su podijeljeni na različite dijelove. Obično su vrtovi imali cvjetne gredice raspoređene u kvadratima i odvojene šljunčanim stazama.
Vrtovi u renesansi bili su ukrašeni skulpturama, topijarima i fontanama. U 17. stoljeću vrtovi s čvorovima postali su popularni zajedno s labirintima živice. U to su vrijeme Europljani počeli saditi novo cvijeće poput tulipana, nevena i suncokreta .

### Vrtovi ljetnikovaca
Čini se da su ljetnikovci, koji su se pojavili u elizabetinsko doba u Engleskoj ( no i kod nas u Dubrovniku ), nastale kao lokalni izvor bilja i voća. Jedna je teorija da su nastali kao posljedica epidemije kuge 1340-ih, kada je smrt velikog broja radnika učinila zemljište dostupnim za male kućice s osobnim vrtovima. Prema legendi o podrijetlu s kraja 19. stoljeća, ove su vrtove izvorno stvorili radnici koji su živjeli u kolibama u selima, kako bi im opskrbili hranom i biljem, s cvijećem zasađenim među njima za ukras. Radnici na farmi dobili su pak male ljetnikovce smještene u malom vrtu — površinr oko 1 jutro (0,40 hektara) — gdje su mogli uzgajati hranu i držati svinje i kokoši. 
Autentični vrtovi starog seoskog domaćina uključivali bi košnicu i stoku, a često i svinjac i obor, zajedno s bunarom. Seljaka iz srednjeg vijeka više je zanimalo meso nego cvijeće, s biljem koje se uzgajalo u medicinske svrhe, a ne zbog ljepote. U elizabetinsko doba bilo je više blagostanja, a time i više prostora za uzgoj cvijeća. Čak je i rano vrtno cvijeće za ljetnikovce obično imalo svoju praktičnu upotrebu - ljubičice su bile rasprostranjene po podu (zbog njihova ugodnog mirisa i zaštite od štetočina); neven i jaglac bili su i atraktivni i korišteni u kuhanju. Druge, poput slatke viljamovke i božike, uzgajane su isključivo zbog svoje ljepote.

### 18. stoljeće
U 18. stoljeću vrtovi su uređeni prirodnije, bez zidova. Ovaj stil glatke valovite trave, koja bi tekla ravno do kuće, nakupine, pojasevi i raštrkano drveće i njegova zmijolika jezera formirana nevidljivim branama malih potoka, bili su novi stil unutar engleskog krajolika, oblik krajobraznog vrtlarstva "bez vrta"., koji je pomeo gotovo sve ostatke prijašnjih formalno šablonskih stilova. Engleski krajobrazni vrt obično je uključivao jezero, travnjake postavljene naspram šumaraka, a često je sadržavao i grmlje, špilje, paviljone, mostove i ukrase kao što su lažni hramovi, gotičke ruševine, mostovi i drugu slikovitu arhitekturu, dizajniranu da ponovno stvori idilični pastoralni krajolik. Ovaj novi stil pojavio se u Engleskoj početkom 18. stoljeća i proširio se Europom, zamijenivši formalniji, simetrični vrt à la française iz 17. stoljeća kao glavni stil vrtlarstva u Europi. Engleski vrt je predstavljao idealizirani pogled na prirodu. Često su bili inspirirani slikama krajolika Claudea Lorrainea i Nicolasa Poussina, a neki su bili pod utjecajem klasičnih kineskih te japanskih vrtova Istoka, koje su opisali onovremeni europski putnici. Djelo Lancelota 'Capability' Browna bilo je osobito utjecajno. Također, 1804. godine osnovano je Hortikulturno društvo.
Vrtovi 19. stoljeća sadržavali su biljke kao što su majmunska zagonetka ili čileanski bor. To je ujedno i vrijeme kada se razvija takozvani vrtni stil vrtova. Ti su vrtovi prikazivali širok izbor cvijeća na relativno malom prostoru. Rock vrtovi su postali popularniji u 19. stoljeću.
U staroj Indiji uzorci iz svete geometrije i mandale korišteni su za dizajn vrtova. Različiti uzorci mandala označavali su određena božanstva, planete ili čak sazviježđa. Takav se vrt nazivao i 'Mandala Vaatika'. Riječ 'Vaatika' može značiti vrt, plantažu ili parter.

## Vrste
Vrtlarstvo je iznimno raznoliko područje s puno podvrsta i mogućih oblika.

### Unutarnje i stambeno vrtlarstvo
Unutarnje vrtlarstvo bavi se uzgojem sobnih biljaka u stanu ili zgradi, u zimskom vrtu ili u stakleniku. Unutarnji vrtovi ponekad su ugrađeni kao dio sustava klimatizacije ili grijanja. Unutarnje vrtlarenje produžuje vegetacijsku sezonu u jesen i proljeće i može se koristiti za zimsko vrtlarenje.
Stambeno vrtlarstvo odvija se u blizini kuće, u prostoru koji se naziva vrt. Iako se vrt obično nalazi na zemljištu u blizini kuće, može se nalaziti i na krovu, u atriju, na balkonu, u prozoru ili na terasi.

### Javni vrtovi
Vrtlarstvo se također odvija u nestambenim zelenim područjima, kao što su parkovi, javni ili polujavni vrtovi ( botanički ili zoološki vrtovi ), zabavni parkovi, duž prometnih koridora te oko turističkih atrakcija i hotela. U tim slučajevima kvalificirani vrtlari ili čuvari održavaju vrtove.

### Vrtlarstvo domaćih biljaka
Vrtlarstvo domaćih biljaka bavi se korištenjem domaćih biljaka sa ili bez namjere stvaranja staništa divljih životinja. Cilj je stvoriti vrt u skladu sa i prilagođen zadanom prostoru. Ova vrsta vrtlarstva obično smanjuje potrošnju vode, troškove održavanja i gnojidbe, dok istovremeno povećava interes domaće faune.

### Vodeno vrtlarstvo
Vodeno vrtlarstvo bavi se uzgojem biljaka prilagođenih bazenima i ribnjacima. Barski vrtovi također se smatraju vrstom vodenih vrtova. Sve to zahtijeva posebne uvjete i promišljanje. Jednostavan vodeni vrt može se sastojati samo od kade koja sadrži vodu i bilje.
U aquascapingu, vrt se stvara unutar akvarija.

### Kontejnersko vrtlarstvo
Vrtlarstvo u kontejnerima bavi se uzgojem biljaka u bilo kojoj vrsti kontejnera, u zatvorenom ili na otvorenom. Uobičajeni spremnici su lonci, viseće košare i žardinjere. Vrtlarstvo u kontejnerima obično se koristi u atriju i na balkonima, terasama i krovovima.

### Hügelkultura
Hügelkultura se bavi uzgojem biljaka na hrpama trulog drva, kao oblikom uzdignutih gredica u vrtu i kompostiranjem na licu mjesta. Engleska posuđenica iz njemačkog, znači "vrt humka". Toby Hemenway, poznati permakulturni autor i učitelj, smatra da je drvo zakopano u rovovima također oblik hugelkulture koji se naziva mrtvim drvetom. Hugelkulturu prakticira Sepp Holzer kao metodu šumskog vrtlarstva i agrošumarstva, a Geoff Lawton kao metodu uzgoja za sušna područja i ozelenjavanja pustinje. Kada se koristi kao metoda zbrinjavanja velikih količina otpadnog drva i drvnih ostataka, hugelkultura postiže sekvestraciju ugljika. To je također oblik xeriscapinga.

### Zajedničko vrtlarstvo
Vrtlarstvo u zajednici je društvena aktivnost u kojoj područje zemlje vrtlari skupina ljudi, osiguravajući pristup svježim proizvodima, bilju, cvijeću i biljkama, kao i pristup zadovoljavajućem radu, poboljšanju susjedstva, osjećaju zajednice i povezanosti s okolišem. Zajednički vrtovi obično su u vlasništvu lokalnih vlasti ili neprofitnih organizacija. Dijeljenje vrtova povezuje vlasnike zemljišta s vrtlarima kojima je potrebno zemljište. Ovi zajednički vrtovi, obično prednja ili stražnja dvorišta, obično se koriste za proizvodnju hrane koja se dijeli između dvije strane.
Organsko vrtlarstvo koristi prirodne, održive metode, gnojiva i pesticide za uzgoj genetski nemodificiranih usjeva.

### Biodinamičko vrtlarstvo
Biodinamičko vrtlarstvo ili biodinamička poljoprivreda slična je organskom vrtlarenju, ali uključuje razne ezoterične koncepte izvučene iz ideja Rudolfa Steinera, poput astrološkog sjetvenog i sadnog kalendara te posebnih priprema polja i komposta.

### Komercijalno vrtlarstvo
Komercijalno vrtlarstvo je intenzivniji tip vrtlarstva koji uključuje proizvodnju povrća, netropskog voća i cvijeća od lokalnih poljoprivrednika. Komercijalno vrtlarstvo počelo je jer su farmeri prodavali lokalno kako bi spriječili brže kvarenje hrane zbog transporta robe s velike udaljenosti. Mediteranska poljoprivreda također je uobičajena praksa koju koriste komercijalni vrtlari. Mediteranska poljoprivreda je praksa uzgoja životinja kao što su ovce i koze kako bi se pomoglo u kontroli korova i osiguralo gnojivo za usjeve vinove loze, žitarice ili citruse. Vrtlari mogu lako istrenirati ove životinje da ne jedu uzgajano bilje.

## U Hrvatskoj
Kod nas se vrtlarstvo po prvi put jasno definira u ljetnikovcima dubrovačke vlastele,ali i u samostanskim i biskupskim vrtovima( ovi su posljednji i vjerojatno znatno stariji od prvospomenutih).Nažalost kod nas je svijest o vrijednosti i važnosti ovog dijela baštine još uvijek prilično niska,te se ove površine često želi prenamijeniti i uništiti,jer na kraju krajeva,htjeli to priznati ili ne,živimo u vremenu u kojem je novac bog te je sve podvrgnuto spomenutom.
U gradovima je pak održavanje zelenih površina i parkova često svedeno na opskrbu kompostana uporabljivim repromaterijalom,pa se gradsko zelenilo nepromišljeno i nekontrolirano periodički pustoši u spomenute svrhe,posebno je ovo slučaj u Zagrebu, te  shodno rečenom vjerojatno i u drugim hrvatskim gradovima.

## Vanjske poveznice
- Ukrasno bilje Hrvatska tehnička enciklopedija, portal hrvatske tehničke baštine. LZMK